# Augustus 2023
Dit artikel geeft een chronologisch overzicht van de belangrijkste gebeurtenissen per dag in de maand augustus van het jaar 2023.

## Gebeurtenissen

### 1 augustus
- In de Verenigde Staten dient speciaal aanklager Jack Smith een federale aanklacht in tegen ex-president Donald Trump voor zijn rol bij de mogelijke poging tot het beïnvloeden van de uitslag van de presidentsverkiezingen in 2020 en de bestorming van het Amerikaanse Capitool in 2021.[1]

### 4 augustus
- Zware regenval veroorzaakt overstromingen en aardverschuivingen in het noorden van Slovenië. Zes mensen, onder wie twee Nederlanders, komen om.[2]

### 8 augustus
- In het zuiden van Portugal moeten vanwege grote bosbranden ca. 1400 mensen worden geëvacueerd. De brand begon in Odemira en heeft zich uitgebreid naar de onder toeristen populaire Algarve. Enkele duizenden hectaren gebied zijn inmiddels verwoest.[3]
- Vanwege de komst van een tyfoon worden alle 40.000 scouts op de 25e Wereldjamboree in Zuid-Korea verhuisd van het kampterrein naar de hoofdstad Seoul, waar de Wereldjamboree verder zal doorgaan.[4]
- In de Oekraïense stad Pokrovsk vallen tientallen gewonden en doden door een Russische raketaanval op een woonwijk.[5]

### 9 augustus
- In de Franse plaats Wintzenheim vallen elf doden bij een brand in een aangepast vakantieverblijf voor gehandicapten.[6] Er wordt een strafrechtelijk onderzoek ingesteld naar de eigenaar van het pand.[7]

### 11 augustus
- Het Hawaïaanse eiland Maui wordt geteisterd door hevige natuurbranden. De historische kuststad Lahaina wordt nagenoeg volledig verwoest. Tienduizenden inwoners en toeristen moeten vluchten. Er zijn honderden vermisten en meer dan 100 doden.[8]

### 13 augustus
- In de Chinese stad Xi'an vallen zeker 21 doden als gevolg van modderstromen. Enkele mensen worden nog vermist.[9]
- In de Marokkaanse stad Agadir wordt de hoogste temperatuur ooit in het land geregistreerd: 50,4 °C.[10]
- In een jademijn in Hpakant, in het noorden van Myanmar, raken tientallen mijnwerkers vermist nadat ze door een zware aardverschuiving een meer in worden gesleurd.[11]

### 23 augustus
- Op 23 augustus 2023 komt Jevgeni Prigozjin om het leven in een vliegtuigcrash nabij Koezjenkino, op ongeveer honderd kilometer ten noordwesten van Moskou. Alle inzittenden komen om het leven, onder wie naast Prigozjin ook Wagnergroep-oprichter Oetkin, vijf andere passagiers en drie bemanningsleden (twee piloten en een stewardess). De dood van alle inzittenden.

### 27 augustus
- Afghaanse vrouwen zijn niet meer welkom in het nationale park Band-e Amir. De Taliban hebben het verbod opgelegd omdat vrouwen zich in het natuurgebied niet gehouden zouden hebben aan de islamitische kledingregels.[12]

### 30 augustus
- In het Centraal-Afrikaanse land Gabon plegen militairen een staatsgreep. De pas herkozen president Ali Bongo wordt onder huisarrest geplaatst.

## Overleden
<< · januari · februari · maart · april · mei · juni · juli · augustus · september · oktober · november · december · >>